# Charlie Brooker
Charlie Brooker (Reading, 3 maart 1971) is een Engels criticus, journalist, recensent, scenarioschrijver, presentator en televisieproducent. Hij werkt voor de geschreven pers, radio en televisie en publiceert op internet.
Brooker is onder meer bekend geworden als schrijver van de horrorserie Dead Set, het satirische televisieprogramma How TV Ruined Your Life en de sciencefictionserie Black Mirror. In de Wipe-serie beschouwt en recenseert hij op zijn eigen manier nieuws, films en televisie. Zijn stijl van humor wordt omschreven als bijtend, surrealistisch en satirisch pessimistisch.
- Biblioteca Nacional de España: XX4949256
- Bibliothèque nationale de France: cb178270776 (data)
- Catàleg d'autoritats de noms i títols de Catalunya: 981058611303906706
- Gemeinsame Normdatei: 1031783407
- International Standard Name Identifier: 0000 0001 1615 3296
- Library of Congress Control Number: nb2002068655
- MusicBrainz: 9ba9d4a6-e753-4be2-899e-e62b24b22803
- Nationale Bibliotheek van Israël: 987007343358105171
- Nationale en Universitaire bibliotheek Zagreb: 000435398
- Nederlandse Thesaurus van Auteursnamen: 393139948
- Système universitaire de documentation: 168974177
- Virtual International Authority File: 31505336
- WorldCat: E39PBJhMhvbxvvX3VDgCdkGyh3